# Aphis alchemillae
Aphis alchemillae är en insektsart som först beskrevs av Carl Julius Bernhard Börner 1940.  Aphis alchemillae ingår i släktet Aphis och familjen långrörsbladlöss. Inga underarter finns listade i Catalogue of Life.